# Pustelnîkî, Radehiv
Pustelnîkî (în ucraineană Пустельники) este un sat în comuna Nîvîți din raionul Radehiv, regiunea Liov, Ucraina.

## Demografie
Componența lingvistică a localității Pustelnîkî
     Ucraineană (100%)
Conform recensământului din 2001, toată populația localității Pustelnîkî era vorbitoare de ucraineană (100%).